# Kryštofovy Hamry
Kryštofovy Hamry, Duits: Christophhammer, is een gemeente in het noordwesten van Tsjechië. Er liggen vier dorpen in de gemeente: Černý Potok, Kryštofovy Hamry, Mezilesí en Rusová en er ligt een stuwmeer volledig in de gemeente. De gemeente ligt tegen de grens met Duitsland aan. Kryštofovy Hamry telde 160 inwoners in 2024. Het was tot 1945 een plaats met een overwegend Duitstalige bevolking, deze Sudeten-Duitsers werden na de Tweede Wereldoorlog uitgewezen.

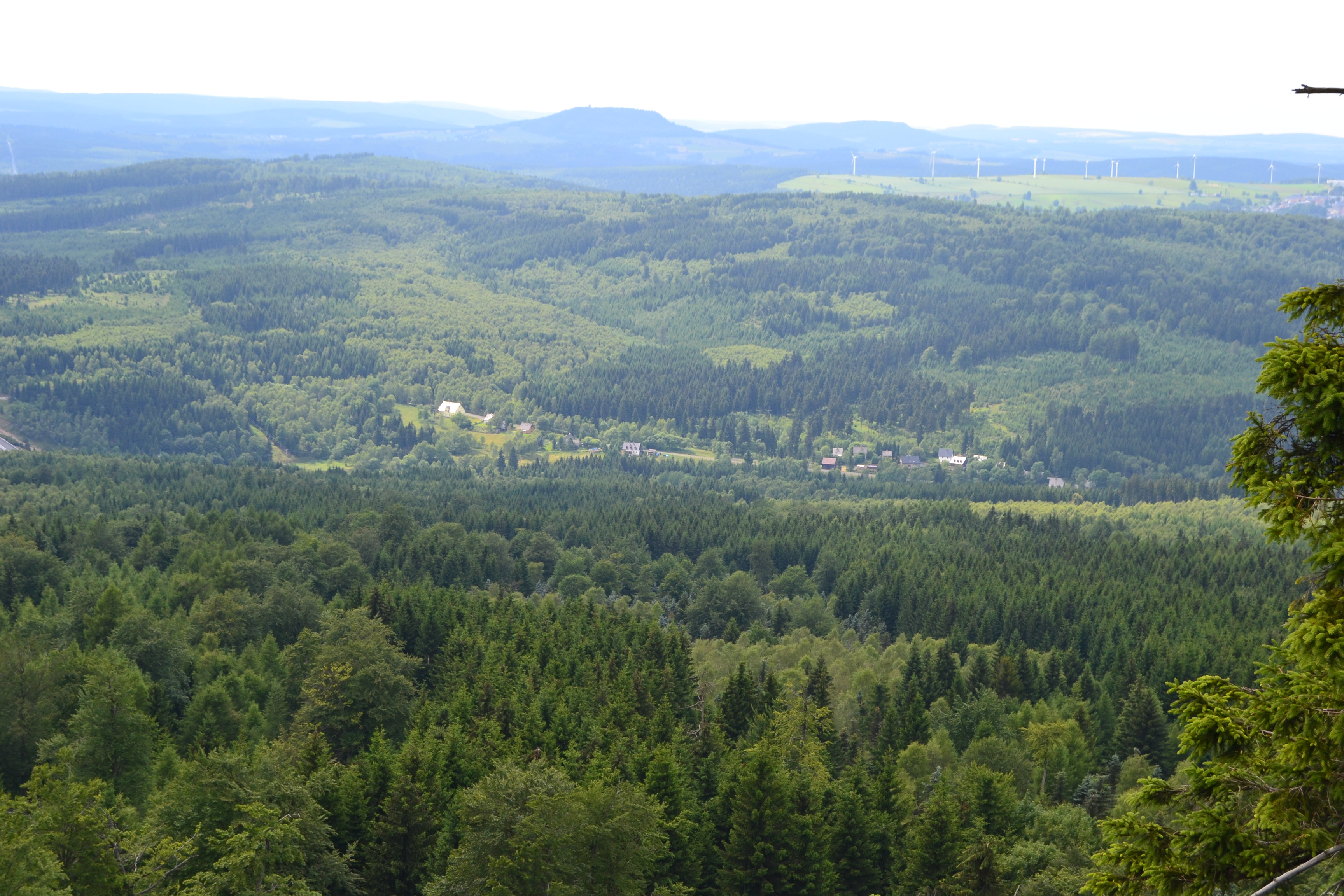
Kryštofovy Hamry

Bílence · 
Blatno · 
Boleboř · 
Březno · 
Černovice · 
Domašín · 
Droužkovice · 
Hora Svatého Šebestiána · 
Hrušovany · 
Chbany · 
Chomutov · 
Jirkov · 
Kadaň · 
Kalek · 
Klášterec nad Ohří · 
Kovářská · 
Kryštofovy Hamry · 
Křimov · 
Libědice · 
Loučná pod Klínovcem · 
Málkov · 
Mašťov · 
Měděnec · 
Místo · 
Nezabylice · 
Okounov · 
Otvice · 
Perštejn · 
Pesvice · 
Pětipsy · 
Račetice · 
Radonice · 
Rokle · 
Spořice · 
Strupčice · 
Údlice · 
Vejprty · 
Veliká Ves · 
Vilémov · 
Vrskmaň · 
Všehrdy · 
Všestudy · 
Výsluní · 
Vysoká Pec